# Футболист года в России (Спорт-Экспресс)
Футболист года в России — ежегодная награда лучшему футболисту сезона в России, который определяется путём опроса игроков всех команд премьер-лиги (высшей лиги). Проводится изданием «Спорт-Экспресс» с 1991 года. Именно в 1991 году проводился последний чемпионат СССР, а первым лауреатом стал полузащитник ЦСКА Игорь Корнеев. С 1992 года стали проводиться чемпионаты России. По итогам первого российского футбольного сезона в результате опроса игроков высшей лиги победил новичок московского «Спартака» Игорь Ледяхов, опередивший всего на 2 балла своего одноклубника и лауреата следующего года Виктора Онопко. Первый легионер в опросе «Спорт-Экспресс» победил в сезоне-2005: им стал полузащитник ЦСКА Даниэл Карвальо. В сезоне 2011/2012 опрос проводился только по итогам 2011 года. В сезоне 2013/2014 опрос не проводился.
| Сезон   | Победитель (клуб) — очки набранные/возможные | 2                                | 3                                 |
| ------- | -------------------------------------------- | -------------------------------- | --------------------------------- |
| 1991    | Игорь Корнеев (ЦСКА) — 169/528               | Игорь Шалимов (СпМ) — 166        | Игорь Колыванов (ДинМ) — 151      |
| 1992    | Игорь Ледяхов (СпМ) — 342/660                | Виктор Онопко (СпМ) — 340        | Дмитрий Радченко (СпМ) — 150      |
| 1993    | Виктор Онопко (СпМ) — 380/594                | Андрей Пятницкий (СпМ) — 210     | Николай Писарев (СпМ) — 130       |
| 1994    | Игорь Симутенков (ДинМ) — 242/528            | Виктор Онопко (СпМ) — 125        | Андрей Пятницкий (СпМ) — 110      |
| 1995    | Илья Цымбаларь (СпМ) — 309/528               | Олег Веретенников (Ротор) — 233  | Виктор Онопко (СпМ) — 157         |
| 1996    | Андрей Тихонов (СпМ) — 329/594               | Олег Веретенников (Ротор) — 209  | Илья Цымбаларь (СпМ) — 89         |
| 1997    | Дмитрий Аленичев (СпМ) — 460/594             | Олег Веретенников (Ротор) — 310  | Дмитрий Хохлов (ТорМ) — 64        |
| 1998    | Егор Титов (СпМ) — 281/528                   | Илья Цымбаларь (СпМ) — 193       | Олег Веретенников (Ротор) — 176   |
| 1999    | Алексей Смертин (ЛокМ) — 377/528             | Андрей Тихонов (СпМ) — 242       | Егор Титов (СпМ) — 155            |
| 2000    | Егор Титов (СпМ) — 400/528                   | Дмитрий Лоськов (ЛокМ) — 199     | Дмитрий Парфёнов (СпМ) — 42       |
| 2001    | Руслан Нигматуллин (ЛокМ) — 267/528          | Марат Измайлов (ЛокМ) — 265      | Егор Титов (СпМ) — 167            |
| 2002    | Дмитрий Лоськов (ЛокМ) — 402/495             | Сергей Овчинников (ЛокМ) — 134   | Сергей Семак (ЦСКА) — 103         |
| 2003    | Дмитрий Лоськов (ЛокМ) — 322/528             | Сергей Овчинников (ЛокМ) — 67    | Ролан Гусев (ЦСКА) — 62           |
| 2004    | Дмитрий Сычёв (ЛокМ) — 182/528               | Александр Кержаков (Зенит) — 181 | Андрей Аршавин (Зенит) — 114      |
| 2005    | Даниэл Карвальо (ЦСКА) — 312/528             | Андрей Аршавин (Зенит) — 201     | Игорь Акинфеев (ЦСКА) — 119       |
| 2006    | Андрей Аршавин (Зенит) — 322/528             | Алехандро Домингес (Рубин) — 108 | Игорь Акинфеев (ЦСКА) — 98        |
| 2007    | Константин Зырянов (Зенит) — 229/528         | Андрей Аршавин (Зенит) — 155     | Роман Павлюченко (СпМ) — 155      |
| 2008    | Вагнер Лав (ЦСКА) — 257/528                  | Юрий Жирков (ЦСКА) — 225         | Сергей Семак (Рубин) — 128        |
| 2009    | Алехандро Домингес (Рубин) — 216/528         | Веллитон (СпМ) — 166             | Алекс (СпМ) — 114                 |
| 2010    | Данни (Зенит) — 244/528                      | Вагнер Лав (ЦСКА) — 135          | Веллитон (СпМ) — 94               |
| 2011/12 | Сейду Думбия (ЦСКА) — 288/528                | Андрей Воронин (ДинМ) — 190      | Данни (Зенит) — 119               |
| 2012/13 | Игорь Акинфеев (ЦСКА) — 86/528               | Халк (Зенит) — 83                | Вагнер Лав (ЦСКА) — 76            |
| 2013/14 | опрос не проводился                          | опрос не проводился              | опрос не проводился               |
| 2014/15 | Халк (Зенит) — 229/528                       | Роман Ерёменко (ЦСКА) — 192      | Данни (Зенит) — 65                |
| 2015/16 | Фёдор Смолов (Краснодар) — 294/528           | Халк (Зенит) — 195               | Квинси Промес (СпМ) — 104         |
| 2016/17 | Фёдор Смолов (Краснодар) — 226/528           | Квинси Промес (СпМ) — 211        | Денис Глушаков (СпМ) — 80         |
| 2017/18 | Фёдор Смолов (Краснодар) — 179/528           | Мануэл Фернандеш (ЛокМ) — 168    | Александр Головин (ЦСКА) — 138    |
| 2018/19 | Артём Дзюба (Зенит) — 182/528                | Сердар Азмун (Зенит) — 124       | Антон Миранчук (ЛокМ) — 58        |
| 2019/20 | Артём Дзюба (Зенит) — 227/528                | Алексей Миранчук (ЛокМ) — 181    | Евгений Луценко (Арсенал) — 84    |
| 2020/21 | Сердар Азмун (Зенит) — 222/528               | Артём Дзюба (Зенит) — 121        | Никола Влашич (ЦСКА) — 93         |
| 2021/22 | Клаудиньо (Зенит) — 186/528                  | Гамид Агаларов (Уфа) — 101       | Кристиан Нобоа (Сочи) — 71        |
| 2022/23 | / Малком (Зенит) — 344/528                   | Квинси Промес (СпМ) — 118        | Фёдор Чалов (ЦСКА) — 77           |
| 2023/24 | Константин Тюкавин (ДинМ) — 279/528          | Максим Глушенков (ЛокМ) — 183    | / Эдуард Сперцян (Краснодар) — 77 |
| 2024/25 | Джон Кордоба (Краснодар) — 126/528           | Алексей Батраков (ЛокМ) — 113    | Эсекьель Барко (СпМ) — 97         |

Распределение титула Футболист года по клубам
| Клуб                      | Кол-во титулов | Сезоны                                                                     | 2-х мест | 3-х мест |
| ------------------------- | -------------- | -------------------------------------------------------------------------- | -------- | -------- |
| «Зенит» (Санкт-Петербург) | 9              | 2006, 2007, 2010, 2014/15, 2018/19, 2019/2020, 2020/2021, 2021/22, 2022/23 | 7        | 3        |
| «Спартак» (Москва)        | 7              | 1992, 1993, 1995, 1996, 1997, 1998, 2000                                   | 9        | 14       |
| «Локомотив» (Москва)      | 5              | 1999, 2001, 2002, 2003, 2004                                               | 8        | 1        |
| ЦСКА                      | 5              | 1991, 2005, 2008, 2011/12, 2012/13                                         | 3        | 8        |
| «Краснодар»               | 4              | 2015/16, 2016/17, 2017/18, 2024/25                                         |          | 1        |
| «Динамо» (Москва)         | 2              | 1994, 2023/24                                                              | 1        | 1        |
| «Рубин» (Казань)          | 1              | 2009                                                                       | 1        | 1        |
| «Ротор» (Волгоград)       |                |                                                                            | 3        | 1        |
| «Уфа»                     |                |                                                                            | 1        |          |
| «Торпедо» (Москва)        |                |                                                                            |          | 1        |
| «Арсенал» (Тула)          |                |                                                                            |          | 1        |
| «Сочи»                    |                |                                                                            |          | 1        |

С 2016 года также присуждается ежегодная награда лучшему футболисту в России по версии издания «Спорт-Экспресс», РФС и РПЛ, который определяется путём опроса четырёх групп выборщиков: 16 футбольных тренеров, 16 футбольных топ-менеджеров, 16 журналистов «Спорт-Экспресса» и болельщиков, голосующих на сайте «Спорт-Экспресса». Награда присуждается по итогам календарного года, а не футбольного сезона.
| Год  | Победитель (клуб) — очки набранные/возможные | 2                                          | 3                                       |
| ---- | -------------------------------------------- | ------------------------------------------ | --------------------------------------- |
| 2016 | Фёдор Смолов (Краснодар) — 245/320           | Квинси Промес (СпМ) — 153                  | Игорь Акинфеев (ЦСКА) — 115             |
| 2017 | Квинси Промес (СпМ) — 184/320                | Игорь Акинфеев (ЦСКА) — 151                | Фёдор Смолов (Краснодар) — 151          |
| 2018 | Артём Дзюба (Зенит) — 279/320                | Игорь Акинфеев (ЦСКА) — 168                | / Марио Фернандес (ЦСКА) — 138          |
| 2019 | Артём Дзюба (Зенит) — 222/320                | Александр Головин (Монако) — 156           | Гжегож Крыховяк (ЛокМ) — 129            |
| 2020 | Никола Влашич (ЦСКА) — 251/320               | Алексей Миранчук (ЛокМ) / (Аталанта) — 113 | Роман Зобнин (СпМ) — 106                |
| 2021 | Сердар Азмун (Зенит) — 140/320               | Клаудиньо (Зенит) — 136                    | Игорь Акинфеев (ЦСКА) — 98              |
| 2022 | Квинси Промес (СпМ) — 209/320                | Малком (Зенит) — 142                       | Игорь Акинфеев (ЦСКА) — 89              |
| 2023 | Александр Головин (Монако) — 232/320         | Фёдор Чалов (ЦСКА) — 94                    | Квинси Промес (СпМ) — 84                |
| 2024 | Александр Головин (Монако) — 185/320         | Джон Кордоба (Краснодар) — 115             | Максим Глушенков (ЛокМ) / (Зенит) — 111 |